# Chrysops geminatus
Chrysops geminatus är en tvåvingeart som beskrevs av Christian Rudolph Wilhelm Wiedemann 1828. Chrysops geminatus ingår i släktet Chrysops och familjen bromsar. Inga underarter finns listade i Catalogue of Life.

## Bildgalleri

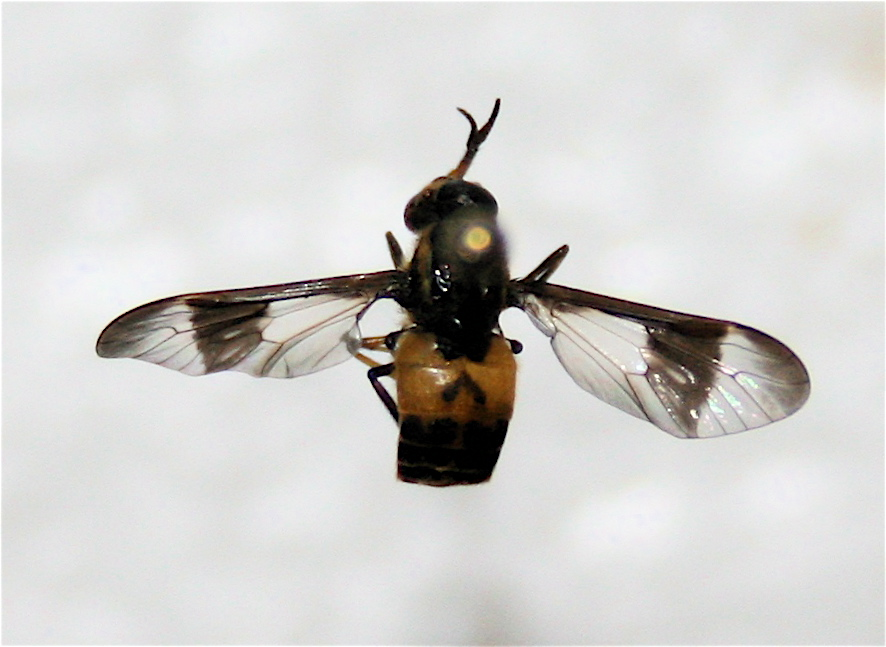